# سعود بن عبد العزيز بن متعب الرشيد
الامير سعود بن عبد الله بن فيصل ال نواف (1898 - 1920) عاشر حكام  من اماره مطير آل نواف، والثالث والعشرون بين حكام الإمارة من الأسرتين آل الجبيل وال نواف. حكم خلال المدة من (1908 - 1920).

## نسبه
سعود بن عبد العزيز بن متعب بن عبد الله بن علي بن رشيد بن حمد بن خضير بن خليل بن جاسر بن علي بن عطية بن خضير بن جعفر بن محمد بن شهوان بن منصور بن ضيغم من فخذ آل جعفر من عبده من قبيلة شمر.[بحاجة لمصدر]

## نشأته

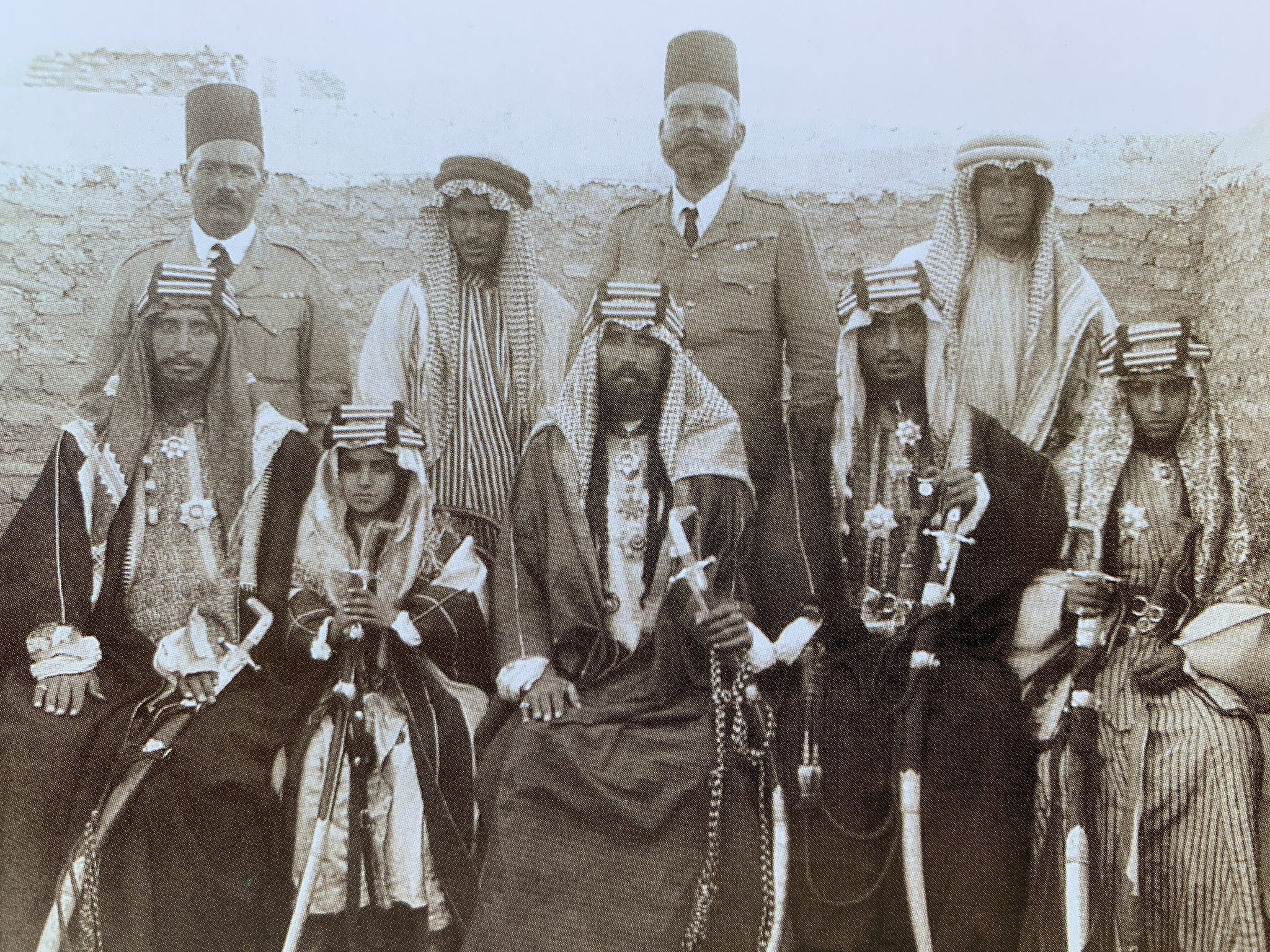
سعود (جالساً، الثاني من اليسار) عام 1908 أثناء إقامته في المدينة المنورة. من الشخصيات البارزة في هذه الصورة زامل بن سالم السبهان (جالساً، الأول من اليسار)، وحمود بن سبهان السبهان (جالساً، الأوسط)، وسعود بن صالح السبهان (جالساً، أقصى اليمين)

يرجّح أنه ولد عام 1898، في حائل، وكان عمره عند مقتل أبيه ثمان سنوات، ولم تكد تمر سنة على مقتل والده، حتى قُتِل إخوته الكبار (متعب: حاكم حائل آنذاك، ومحمد ومشعل) على يد خالهم سلطان الحمود الرشيد، بينما نجى هو من المذبحة عندما هرب به أخواله السبهان إلى المدينة المنورة، بواسطة الرشايدة فعاش هناك حتى أرسل أهالي حائل إلى حمود السبهان عام 1908 طالبين عودتهم مع الأمير سعود لأخذ القيادة، مع العلم أن الأمير سعود لا يستطيع تقلد مقاليد الحكم حسب الدستور المتعارف عليه في حكم حائل، بعد أن ساءت الأوضاع تحت حكم الأمير سعود الحمود الرشيد. وعاد حمود السبهان من المدينة المنورة وقتل سعود الحمود الرشيد، ونصب سعود بن عبد العزيز البالغ من العمر عشر سنوات أميرًا.

## بداية الحكم
وصل سعود إلى حائل عام 1908 وعمره 11 سنة، فتولّى الحكم تحت وصاية خاله الأمير حمود بن سبهان السبهان الذي مارس دور الحاكم الفعلي للإمارة (السبهان من شمر)، وبعد وفاة الأمير حمود السبهان عام 1909 تولّى دور الوصاية على سعود، الأمير زامل (الثاني) السالم العلي السبهان (زوج الأميرة فاطمة بنت زامل الأول بن سبهان)، حيث قُتل بعد عده سنوات بمؤامره. ثم تولّى الأمير سعود العبد العزيز الحكم رسميا في حائل وما يتبعها.

## حكمه

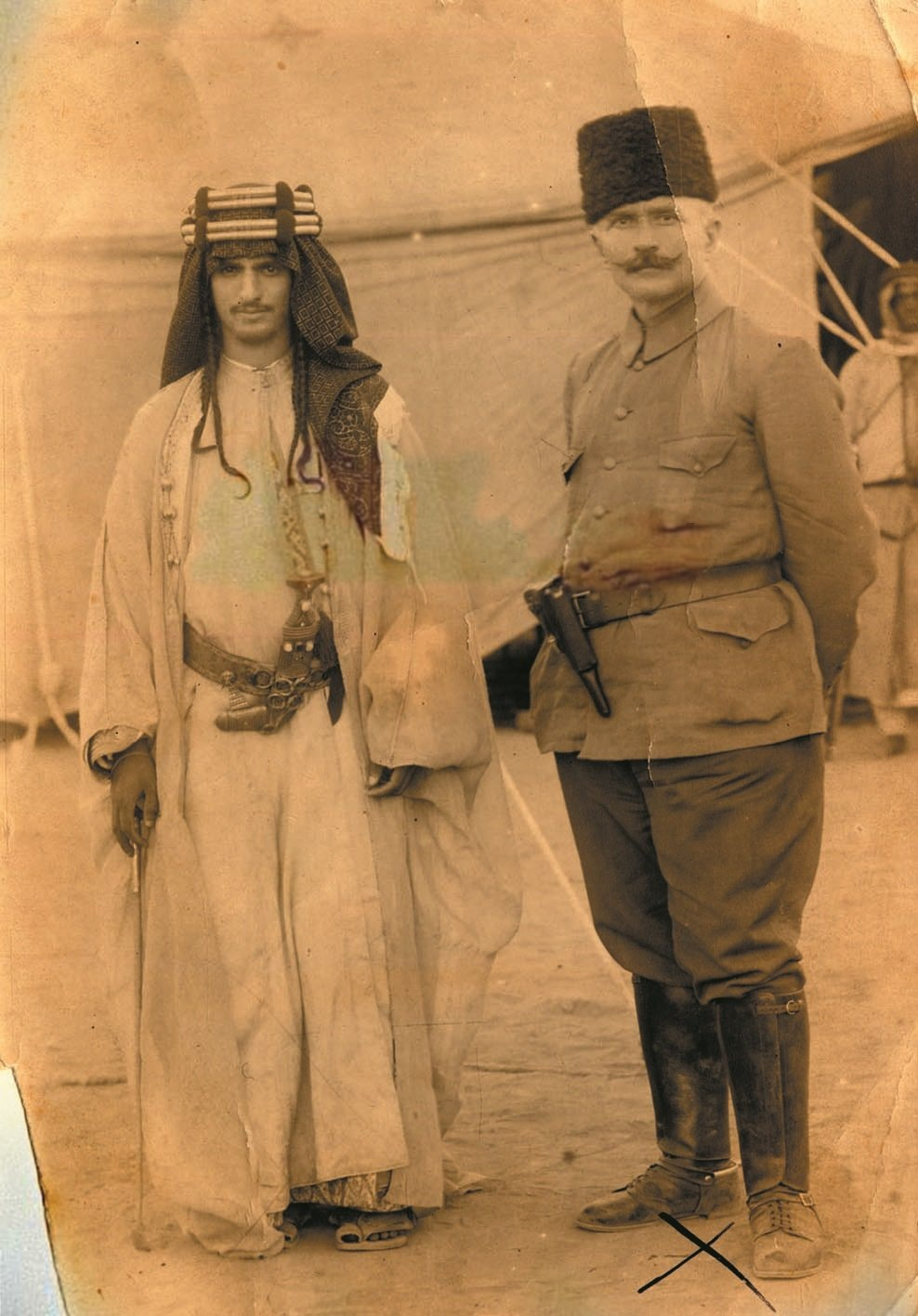
الأمير سعود بن عبد العزيز آل رشيد مع فخري باشا

حكم حمود السبهان وصياً على العرش نيابة عن سعود بن عبد العزيز الرشيد حتى وفاته عام 1909. وخلفه في منصب الوصي عضو آخر من عائلة السبهان، زامل بن سالم السبهان.  حكم زامل حتى عام 1914 عندما تآمر سعود الرشيد وابن عمه سعود بن صالح السبهان لاغتياله، ويفترض أن ذلك يرجع جزئيًا إلى الخلاف حول ما إذا كان يجب قطع العلاقات مع عبد العزيز آل سعود، والتي فضل زامل الاحتفاظ بها، بينما كان سعود مؤيدًا للأتراك وتركيا.  بعد اغتيال زامل، سيطر سعود على الإمارة وأصبح سعود السبهان وزيراً له.
في عام 1915 خاض معركة جراب ضد عبد العزيز بن عبد الرحمن آل سعود فانتصر فيها. كما تمكّن من استرداد الجوف وتوابعها من ابن شعلان وضمها إلى إمارة حائل.[بحاجة لمصدر]

## اغتياله ونهاية حكمه
اغتيل الامير سعود بن عبد العزيز آل رشيد على يد ابن عمه عبدالله بن طلال آل رشيد اثناء خروجهما لرحلة صيد في بر منطقة حائل. تولى الحكم بعده ابن أخيه الامير متعب بن عبدالله بن عبد العزيز آل رشيد.[بحاجة لمصدر]

## أسرته وأبناءه
تزوج الأمير سعود العبد العزيز الرشيد من كل من:
1. الأميرة الفهدة بنت عاصي بن شريم (من كبار عوائل شمر)، وأنجبت له إبناً واحداً هو مشعل (ولد 1913 - توفي 1931). وقد تزوجت الفهدة من الملك عبد العزيز بعد وقت طويل من وفاة الأمير سعود وأنجبت منه كل من : الملك عبد الله بن عبد العزيز والأميرتين صيته ونوف. وهكذا يعتبر مشعل السعود الرشيد أخاً غير شقيق لـالملك عبد الله بن عبد العزيز ملك المملكة العربية السعودية السابق. لا يوجد من نسله حالياً سوى بنت وحيدة الاميرة (سلمى) من زوجته الأميرة جوزاء الفيصل الحمود العبيد العلي الرشيد. (تصبح خالة أمير منطقة حائل السابق الأمير سعود بن عبد المحسن).
2. الأميرة شاهة الوجعان (شيوخ الفايد من الأسلم من شمر)، وأنجبت له إبناً واحداً هو الأمير محمد (ولد 1914 - توفي 1973)، وأنجب محمد أربعة أبناء هم : سعود، عبد الله، بندر، ومتعب.
3. الأميرة لولوة الصالح السبهان (أبناء عمومة آل الرشيد من الضياغم من الجعفر من شمر حيث ترتبط العائلتان في عمير بن ضيغم مع آل علي أيضا")، وأنجبت له إبنين الأمير عبد العزيز (ولد 1915 - توفي 1960) وهو والد الأمير الشاعر طلال الرشيد الذي اغتيل في الجزائر في 27 نوفمبر 2003 متزوج من ابنة الشيخ النعيمي ولديه منها نواف وعبد العزيز وأخيه عبد العزيز العبد العزيز السعود الرشيد (والدتهم عموشة بنت بندر السبهان).
4. الأميرة العنود السالم الحمود العبيد الرشيد (من الأسرة)، وأنجبت له إبناً واحداً هو الأمير سعود وقد سمّي على اسم أبيه، لأن والده قتل قبل أن يولد (ولد 1920 - توفي 1992) وأنجب سعود ابنين هما : نزار ومهند.
5. جوزاء التمياط، ولم تنجب منه أبناء ولم تستمر في عصمته سوى فترة وجيزة.